# Assassinato de Sarah Domingues
O assassinato de Sarah Domingues, foi um crime executado na noite do dia 23 de janeiro de 2024 na Ilha das Flores localizada no bairro arquipélago da cidade de Porto Alegre no Rio Grande do Sul. No dia em questão a estudante Sarah Domingues que cursava arquitetura e urbanismo na Universidade Federal do Rio Grande do Sul estava fazendo um estudo de campo sobre os impactos das chuvas que acometeram a cidade de Porto Alegre no dia 16 de janeiro do mesmo ano sobre as residências do bairro já considerado vulnerável e que enfrenta problemas crônicos com temporais e falta de infraestrutura.
A jovem e mais um homem de 53 anos chamado Valdir Pereira, considerado o alvo principal dos disparos, foram assassinados por volta das 19 horas e 24 minutos. O evento levantou obteve relevância sobre a segurança dos estudantes de diversos cursos que realizam estudos de campo na cidade de Porto Alegre e na região metropolitana, além de questionamentos gerais sobre a segurança para realizar suas atividades laborais na cidade de Porto Alegre. Perguntados sobre a situação, amigos da estudante ressaltaram que seu trabalho era uma forma de luta pela justiça social, causa já empenhada pela estudante que era ex-diretora da União Nacional dos Estudantes.

## Crime
No momento do crime, a estudante Sarah estava fazendo registros fotográficos na Rua dos Pescadores localizada nas Ilhas das Flores no Arquipélago da cidade de Porto Alegre no Rio Grande do Sul. O intuito da jovem era registrar os impactos das chuvas na arquitetura precária do local.
Enquanto estava em frente a um mercado local cujo proprietário era Valdir Pereira, por volta das 19 horas, dois homens armados em uma moto passaram disparando em direção ao comerciante e por consequência na jovem. Ambos morreram no local logo após os disparos realizados pela dupla, segundo investigações, o ato ocorreu em menos de um minuto onde foram disparados 20 tiros em direção ao comerciante e a estudante.
No empenho das investigações, a Polícia Civil do Estado do Rio Grande do Sul instaurou a "operação flor de lótus" para investigação do caso, o desfecho revelou que a motivação do crime foi um provável desentendimento entre o comerciante Valdir e uma organização criminosa da cidade. Durante a operação foram cumpridos 15 ordens judiciais, sendo cinco mandados de prisão e 10 mandados de busca e apreensão, que resultaram na prisão de cinco envolvidos e a apreensão de objetos utilizados durante a execução das vítimas como telefones celulares, capacetes dos executores e vestimentas que teriam sido utilizadas durante o crime.

## Consequências e repercursão

Cartaz de manifestação em memória a estudante no bairro Cidade Baixa na cidade de Porto Alegre

Por ser filiada a UNE e também ser ex-diretora da instituição, a morte de Sarah Domigues tomou uma grande proporção logo após sua divulgação. Foram realizadas manifestações em apoio a memória da jovem e pela eficiência das investigações para que o caso fosse completamente elucidado.
Após repercussão, o governador do estado do Rio Grande do Sul, Eduardo Leite se manifestou em suas redes sociais determinando que o secretário da Segurança Pública, Sandro Caron, conduzisse as investigações com empenho e  prioridade para elucidação do crime e declarou junto a nota "Toda solidariedade à família, aos amigos e colegas de Sarah".
Diversas manifestações ocorreram em prol a vida e a memória de Sarah que foi velada no auditório da faculdade de arquitetura e urbanismo na UFRGS, entre as manifestações e declarações públicas destacam-se:
- A administração geral da UFRGS declarou em nota que: "A Administração Central da Universidade expressa solidariedade aos familiares, amigos e colegas de Sarah".[11]
- O Partido Comunista Revolucionário (PCR) enviou uma coroa de flores para a jovem com os dizeres: "Lutou! Pelo justo, pelo bom e pelo mundo melhor. Sarah Presente!"[11]
- A faculdade de urbanismo da UFRGS com o apoio de seu diretório central de estudantes realizou manifestações e vigílias em homenagem a vida da adolescente.[12]
- O conselho da Universidade Federal de Goiás (UFG) publicou uma nota em apoio a história de Sarah em seu website.[13]
- O Conselho de Arquitetura e Urbanismo do estado do Rio Grande do Sul manifestou seu pesar em seu website.[14]
- O Sindicato Nacional dos Docentes das Instituições de Ensino Superior também se manifestou em seu seu website.[15]
- A Universidade Estadual de Campinas (UNICAMP) realizou um em memória a história da estudante, que contou com a presença da sua mãe.[16]
- A Federação de Sindicatos de Trabalhadores Técnico-Administrativos em Instituições de Ensino Superior Públicas do Brasil escreveu uma nota de pesar em seu website.[17]
- Estudantes da Universidade Federal da Bahia (UFB) nomearam uma de suas ocupações estudantis na cidade de Salvador de "Sarah Domigues" em memória a vida da estudante.[18]
- Estudantes do Instituto de Filosofia e Ciências Sociais realizaram um ato pela apuração da morte da estudante.[19]